# Byakuya Kuchiki
Byakuya Kuchiki (朽木 白哉?, Byakuya Kuchiki) è un personaggio della serie manga e anime Bleach. È il capitano della Sesta Divisione del Gotei 13 e il suo luogotenente è Renji Abarai.
Nel penultimo sondaggio fra i personaggi preferiti risulta essere al primo posto, con 3 752 voti, superando Yoruichi Shihōin di soli otto voti. Nell'ultimo viene declassato di un posto da Momo Hinamori, arrivando primo lo stesso con 4 010 voti.
Nonostante sia un personaggio "buono", è il principale avversario di Ichigo durante la saga della invasione della Soul Society.

## Il personaggio
Byakuya è il ventottesimo capo della famiglia Kuchiki, una delle quattro più potenti e nobili casate della Soul Society: per questo si comporta sempre in maniera aristocratica e composta e sostiene che la vita non debba essere un divertimento. Non mostra mai le proprie emozioni, ma nonostante il suo atteggiamento glaciale cerca sempre di proteggere coloro che gli stanno a cuore.  Il suo fiore preferito è la campanula grandiflora; inoltre ama le passeggiate notturne e il cibo piccante.
Indossa l'uniforme da capitano, un copricapo chiamato kenseikan che indica il suo rango di capo della famiglia Kuchiki, guanti bianchi e una sciarpa del maestro Tsujishiro Kuroemon III di seta bianco-argentata: essa costituisce un cimelio di famiglia tramandato da generazioni e il suo costo equivale a quello di dieci case di grandi dimensioni.
Diciassette mesi dopo la battaglia di Karakura presenta un abbigliamento diverso: non porta più la sciarpa, i guanti e il fermacapelli e il suo haori da capitano presenta un lungo colletto. Dopo l'allenamento con la Divisione Zero indossa un lungo mantello bianco ornato e un copricapo simile ad un turbante, mentre scompare l'haori.

## Storia
Byakuya è un membro del clan Kuchiki ed è cresciuto nell’omonima villa nel Seireitei. Trascorreva innumerevoli ore ad allenarsi, preparandosi a prendere la guida della famiglia Kuchiki.
Yoruichi Shihōin visitava spesso il Maniero Kuchiki per giocare ad acchiapparello con Byakuya. In una di queste occasioni, circa 110 anni fa, viene presentata ad un Byakuya in allenamento da suo nonno, Ginrei Kuchiki. Dopo aver visto Yoruichi, l'ha attaccata e insultata. Yoruichi lo prese in giro scherzosamente, lamentandosi del suo saluto dopo essere venuto fin lì per vederlo. Byakuya, esprimendo il suo dispiacere nel vederla, dichiarò che sarebbe diventato il capo del clan Kuchiki abbastanza presto, quindi non aveva tempo da perdere con lei. Yoruichi, rubandogli la cravatta, ha esclamato che se il capo del Clan Kuchiki potesse farsi rubare la cravatta da una ragazza che giocava, lei sarebbe preoccupata per il suo futuro. Ha usato Shunpo per fuggire da lui, lasciando un Byakuya arrabbiato, rivendicando la sua superiorità, promettendole di farle vedere l'errore dei suoi modi.
55 anni fa, Byakuya sposò Hisana, una cittadina comune del Rukongai, infrangendo le regole accettandola nel nobile clan Kuchiki. Cinque anni dopo il matrimonio, si ammalò ed era prossima alla morte. Hisana chiese a Byakuya di trovare e adottare la sua sorella biologica, Rukia, che aveva abbandonato da piccola, come suo ultimo desiderio. Gli ha fatto promettere che non avrebbe detto a Rukia che era sua sorella. Un anno dopo, Byakuya, trovando Rukia all'Accademia Shin'ō, la adottò immediatamente nel clan Kuchiki. Adottandola, Byakuya rispettò l'ultimo desiderio della sua defunta moglie, ma aveva infranto di nuovo le regole del suo clan. In seguito giurò sulle tombe dei suoi genitori che non avrebbe mai più infranto le regole, qualunque cosa accada.
Meno di 49 anni fa, non molto tempo prima che Rukia si unisse al Gotei 13, Byakuya divenne il capitano della Sesta divisione. Gin Ichimaru, diventando contemporaneamente capitano della Terza divisione, iniziava spesso conversazioni con Byakuya quando si incrociavano.
Appare per la prima volta insieme al suo luogotenente Renji quando si reca nel mondo terreno per riportare Rukia nella Soul Society: in questa occasione per poco non uccide Ichigo, che cercava di difenderla, ma la richiesta della ragazza gli risparmia la vita. Assume nuovamente un ruolo attivo quando ferma tempestivamente Ganju Shiba e Hanatarō Yamada, intenti a salvare Rukia dalla sua prigione, quasi uccidendo il primo tramite il rilascio della sua zanpakuto; arrivano poi Yoruichi Shihoin e Ichigo e la donna-gatto riesce a strappare una promessa al suo vecchio amico: entro tre giorni il ragazzo sarebbe diventato forte a tal punto da sconfiggere il "piccolo Byakuya".
Si troverà dunque ad affrontare e sconfiggere il suo stesso luogotenente, che nel frattempo aveva deciso di schierarsi a favore di Rukia. Successivamente Ichigo riesce a salvare Rukia dal patibolo per poi ingaggiare battaglia contro Byakuya: entrambi sfoderano i loro Bankai, ma il capitano riesce a portarsi in vantaggio grazie alla maggiore esperienza. Inaspettatamente, tuttavia, l'Hollow che risiede in Ichigo prende il sopravvento permettendogli di ridurre allo stremo delle forze il suo avversario: una volta rinsaviti i due concludono lo scontro con un ultimo attacco che vede la rinuncia di Byakuya ad uccidere Rukia.
(Byakuya nella sfida finale contro Ichigo)
Quando Aizen ordina a Gin di uccidere Rukia, Byakuya difende la ragazza raccontandole la verità e ringraziando Ichigo per avergli fatto capire cosa fosse veramente giusto fare.
Quando Orihime viene rapita e portata nello Hueco Mundo, Byakuya, insieme a Kenpachi Zaraki, viene incaricato di riportare la pattuglia di Tōshirō Hitsugaya di nuovo alla Soul Society. Una volta lì, però, lascia liberi Rukia e Renji e fornisce loro dei mantelli per camuffarsi e proteggersi dalla sabbia dell'Hueco Mundo.
Byakuya appare nuovamente insieme ai capitani Zaraki, Retsu Unohana e Mayuri Kurotsuchi per dare manforte a Ichigo e compagni contro gli Espada e si ritrova ad affrontare il settimo Espada Zommari Leroux per difendere Rukia.

Questi, stanco dell'arroganza del capitano, decide di rilasciare la sua Zanpakutō, grazie alla quale può prendere il controllo di tutto ciò che vede: in questo modo si appropria del braccio e della gamba sinistra del Capitano che, recidendosi prontamente i tendini degli arti colpiti, ne impedisce il controllo da parte dell'avversario.

Leroux decide quindi di prendere il controllo di Rukia e di farle attaccare Hanataro, giunto fin lì per curarla: Byakuya immobilizza subito Rukia con il Bakudo 61 e poi, affermando ancora una volta la sua totale superiorità, rilascia il suo Bankai e in un colpo solo sconfigge l'Espada. Zommari, in punto di morte, critica l'atteggiamento degli Shinigami, che non si comportano affatto come degli dei uccidendo gli Hollow solo per il gusto di farlo, ma Byakuya ribatte dicendo: "Non ti ho ucciso in veste di Shinigami, ma perché hai osato puntare la spada sul mio orgoglio" riferendosi, con un gioco di parole, a Rukia.
In seguito interviene in favore di Ichigo contro l'Espada Zero Yammy Rialgo insieme a Kenpachi e i due, malgrado i disaccordi, sconfiggono il nemico.
Dopo diciassette mesi ritorna a Karakura in aiuto di Ichigo e qui, una volta separato dagli altri, combatte con Shūkurō Tsukishima. Dopo un difficile scontro, data l'insidiosa abilità del Fullbringer, Byakuya avrà la meglio ferendo mortalmente Tsukishima, il quale perderà i sensi.
Durante l'invasione della Soul Society da parte del Vandenreich, Byakuya interverrà durante lo scontro tra Renji e Äs Nödt, lo Stern Ritter "F": questi gli ruba il Bankai e lo userà per ferirlo mortalmente. Date le sue gravi condizioni, dopo essersi scusato con Rukia e Renji per il suo comportamento affiderà ad Ichigo il compito di proteggere la Soul Society. Successivamente la Guardia reale lo porta, insieme a Renji, Rukia e Ichigo, nella dimensione del Re spirito per poter essere curati dalle ferite subite contro gli Stern Ritter e prepararsi al meglio per l'imminente nuovo scontro con i Quincy.
Byakuya ritorna parecchio tempo dopo gli altri tre e il suo intervento provvidenziale salverà sua sorella proprio da Äs Nödt: la ragazza, infatti, nonostante l'allenamento a cui si è sottoposta nella dimensione della Divisione Zero non riesce ancora a controllare pienamente il suo Bankai e stava per avere la peggio contro il Quincy, che nel frattempo aveva usato il Quincy: Vollständig.

Quando il capitano utilizza i suoi poteri per distruggere la sua tecnica, Nödt presume che stia utilizzando il suo Bankai, ma Byakuya gli rivela che si è limitato ad utilizzare lo Shikai e che il suo allenamento gli è servito per conoscere più a fondo la sua Zanpakutō. Dopo averlo ironicamente ringraziato, Byakuya sconfigge il suo avversario mostrando per la prima volta in modo evidente il suo amore per la sorella e alla fine si complimenta con lei ma la mette in guardia dal suo stesso Bankai.
In seguito affronta contemporaneamente gli Stern Ritter Candice, NaNaNa e Robert, sconfiggendo facilmente i primi due e abbattendo il terzo in un colpo solo col suo Bankai. Viene poi attaccato dallo Stern Ritter L, PePe Waccabrada, che usa le sue abilità per mettergli contro Hisagi e prendere il controllo di Senbonzakura, ma viene aiutato da Muguruma ridotto a zombie da Giselle e passato sotto il controllo di Mayuri Kurotsuchi. Lo si vede poi insieme agli altri Shinigami intento ad entrare nel Palazzo Reale per affrontare la battaglia finale con Yhwach e i suoi uomini. Affronterà poi lo Stern Ritter Gerard Valkyrie, il quale continua a rigenerarsi e diventare più grande grazie al suo potere, allo scontro si uniscono anche Hitsugaya e Kenpachi. Byakuya userà il suo Bankai per disintegrare Gerard dopo che questi viene completamente congelato da Hitsugaya nella sua forma adulta, ma anche così lo Stern Ritter torna in vita con una nuova forma, ma prima che lo scontro prosegua Yhwach usa l'Auswählen, uccidendo il suo sottoposto.

## Subordinati
- Renji Abarai: Luogotenente.
- Mihane Shirogane (銀 美羽?, Shirogane Mihane): comandante di nono seggio. È una ragazza dai capelli corti castani e indossa degli occhiali.

## Capacità personali
Byakuya è detentore di capacità incredibili anche per un capitano: la sua velocità è leggendaria e riesce a mantenerla anche se ferito, la sua tecnica con la spada è impeccabile e la sua reiatsu è talmente schiacciante che molti si sentono oppressi in sua presenza anche se non sta combattendo; la sua freddezza lo rende una vera macchina da guerra e il suo quoziente intellettivo molto elevato gli consente di prendere quasi istantaneamente decisioni di vitale importanza. È inoltre uno dei migliori utilizzatori di Kido, tanto da riuscire ad eseguire un Bakudo di livello 81 senza formula e svariati Hado molto potenti; Renji addirittura afferma, proprio nello scontro con il suo capitano, che anche un Hado di livello 4 è mortale se utilizzato da quest'ultimo.
Byakuya è uno dei più esperti nell'uso dello Shunpo e una tecnica da esso derivata (insegnatagli da Yoruichi e per questo usata con riluttanza e solo in casi eccezionali, come contro Leroux) è l'Utsusemi (空蝉? cicala), che permette di lasciare dietro di sé un'immagine tangibile e di allontanarsi a gran velocità. Byakuya è inoltre in grado di eseguire un'altra tecnica molto avanzata, il Senka (閃花? "Fiore di luce"), che consiste nel muoversi con lo Shunpo intorno all'avversario e sigillare i due punti da cui si fa scorrere il potere spirituale attraverso il corpo privandolo temporaneamente delle sue capacità. È anche abilissimo nel creare barriere e sigilli.

## Zanpakutō
La sua Zanpakutō si chiama Senbonzakura  (千本桜? Mille Fiori di Ciliegio) e rilascia lo Shikai al comando "disperditi" (散れ?, chire): la lama si divide in mille minuscole lame, che ricordano appunto dei petali di ciliegio, che si muovono seguendo la volontà di Byakuya. A differenza di quanto accade nel Bankai, nello Shikai i petali sono molti di meno, non possono condensarsi e i loro attacchi possono essere prevedibili; inoltre Byakuya non può rilasciare lo Shikai se la lama di Senbonzakura viene bloccata: sia Yoruichi che Renji, infatti, riescono a impedirne lo sprigionamento avvolgendo la lama, la prima con una benda, il secondo con la sua Zanpakutō. Dopo aver perso il suo Bankai contro Äs Nödt ed essersi allenato con la Divisione Zero, Byakuya riesce a creare una quantità di lame enormemente superiore a prima col suo Shikai, tanto che esso viene scambiato dal Quincy stesso proprio per il Bankai.
Il Bankai prende il nome di Senbonzakura Kageyoshi (千本桜・景厳? 景, Kage: ombra; 厳, Yoshi: rigidità, austerità, severità; il tutto è quindi traducibile con "ombra severa dei mille ciliegi"): quando viene rilasciato mille spade compaiono attorno a Byakuya e ciascuna di esse si divide a sua volta in altre lame per un totale di cento milioni. Byakuya può controllare tutte queste spade col pensiero oppure, contro avversari particolarmente ostici, può raddoppiarne la velocità dirigendole col movimento delle mani. Essendo aumentato notevolmente il numero di lame del suo Shikai, anche il Bankai ora può manifestare una quantità di gran più lunga più elevata di lame.
Nello scontro con Tsukishima si scopre che l'unica debolezza di Senbonzakura è il fatto di possedere una "zona franca" (無傷圏?, mushōken), ovvero un'area che circonda Byakuya per un raggio di circa ottantacinque centimetri e in cui le lame, per proteggere la spada stessa e il suo utilizzatore, non passano mai: Tsukishima afferma infatti che per combattere Senbonzakura non bisogna ritirarsi ma avvicinarsi. In casi estremi, tuttavia, Byakuya può decidere di disattivare tale zona.

### Abilità di Senbonzakura Kageyoshi
Senbonzakura Kageyoshi è un Bankai talmente potente che può essere sprigionato in diverse forme:
- Senkei (殲景? "Scenario del Massacro"): le spade si dispongono formando una semi-cupola che impedisce ogni via di fuga al nemico. Byakuya può scagliare sul nemico diverse spade bloccandolo al suolo e potendolo così colpire indisturbato. Il capitano può anche usare tali spade per il combattimento ravvicinato oppure scagliarle da considerevole distanza. Ognuna di queste spade è composta dall'unione di migliaia di piccole lame, il che ne aumenta smodatamente la potenza distruttiva. Byakuya, inoltre, può anche usarle tutte contemporaneamente per trafiggere il nemico da ogni direzione.
- Gōkei (吭景? "Scenario della Gola"): Tutte le lame si dispongono a sfera attorno al nemico, questa tecnica non solo priva l'avversario di qualsiasi possibilità di fuga, ma protegge lo stesso Byakuya, il quale resta fuori dalla sfera di lame, le quali avvolgono l'avversario e lo colpiscono simultaneamente. Byakuya ha usato questa forma per uccidere l'Espada Zommari Leroux, che ha però utilizzato una sua abilità per uscirne vivo, seppur ferito e con la perdita della maggior parte dei suoi occhi.
- Shūkei (終景? "Scenario Finale"): le lame di Senbonzakura Kageyoshi si condensano in un'unica spada incrementandone a dismisura il potere distruttivo. La lama sprigiona una potente luce e la sua aura prende la forma di un'armatura con grandi ali bianche sovrastata da una sorta di grande aureola, conferendogli così il nome di Hakuteiken (白帝剣? "Spada del Bianco Imperatore"). È questa la tecnica finale utilizzata contro Ichigo. È un'abilità straordinariamente potente e altrettanto bella a vedersi.

## Poteri e abilità
Nel "libro delle anime" di Bleach, il databook ufficiale della serie redatto da Tite Kubo, è presente uno schema che riassume tutte le sue caratteristiche:
- Potere offensivo (攻撃力?): 90
- Potere difensivo (防御力?): 80
- Agilità (機動力?): 90
- Arti demoniache ・ Forza spirituale (鬼道・霊圧?): 90
- Intelligenza (知力?): 90
- Stamina (体力?): 70
- Totale: 510
- In percentuale: 85%